# لحام قوسي

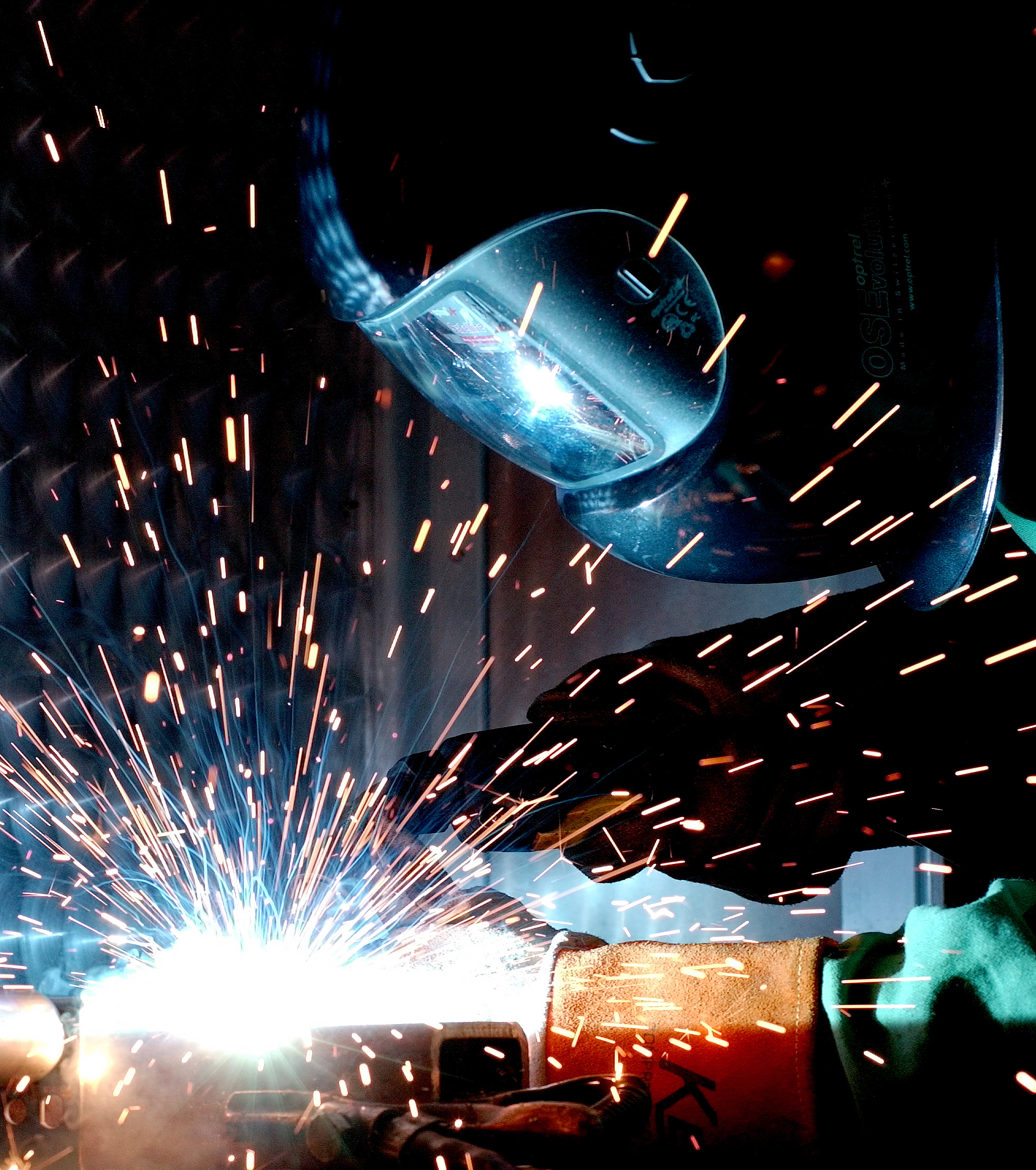
لحام القوس الكهربي

اللحام القوسي أو لحام بالقوس الكهربائي هو نوع من أنواع اللحام الذي يتم عن طريق الحرارة الناتجة عن القوس الكهربي بين القطب والجزء الملحوم. لحام القوس الكهربي هو أحد أهم أنواع اللحام على الإطلاق، ويتم عن طريق الحرارة الناتجة عن القوس الكهربي بين القطب والجزء الملحوم. تصل درجة الحرارة في هذا النوع من اللحام إلى 4000 درجة مئوية وهي درجة حرارة كافية لصهر المعدن في نقطة اللحام أو صهر معدن إضافي من سلك ويلتحم عند تبريده مكوناً وصلة متينة.

## تاريخ اللحام بالقوس الكهربي

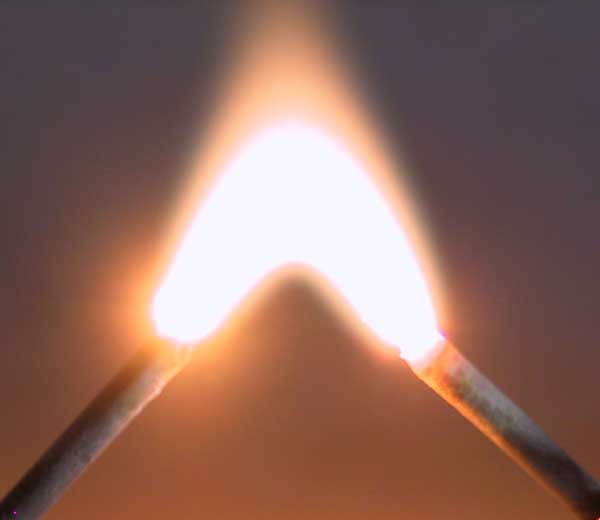
تظهر هذه الصورة قوسًا بين مسمارين.

قبل اللحام بالقوس الكهربي كانت هناك أنواع أخرى بدائية من اللحام مثل لحام التطريق والتي استخدمت طوال فترة عصر البرونز والعصر الحديدي. ولم يتم استخدام لحام القوس الكهربي إلا بعد عام 1800 عندما اكتشف العالم البريطاني «همفري دافي» القوس الكهربي، مما بدأ مسيرة تطوير لحام القوس الكهربي والتي أستمرت باختراع الروسي «سلافيانوف» الإلكترودات المعدنية والأمريكي «كوفن» في أواخر القرن التاسع عشر للحام بأقطاب الكربون في أول القرن العشرين سنة 1900 اخترع السويدي أوسكار كيلبرج أسلاك اللحام المكسوة.
في عام 1919 أخترع عالم اسمه «هولسلاج» لحام القوس الكهربي عن طريق التيار المتردد ولكنه لم يلق القبول ويدخل في نطاق الاستخدام الواسع قبل عشرة سنوات على الأقل.

## مصادر التيار الكهربي

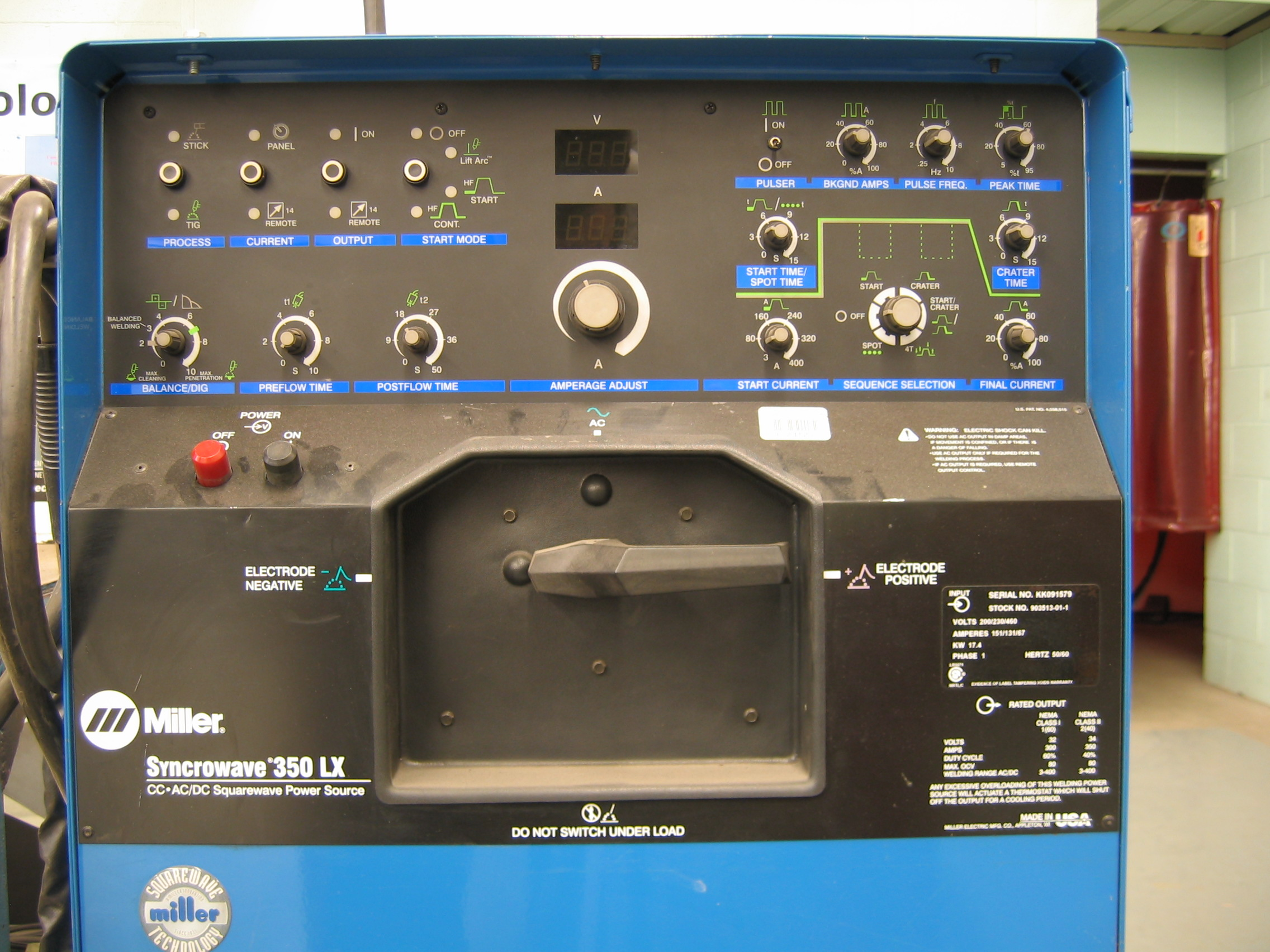
مولد لعمليات اللحام يستطيع إنتاج تيار متردد وتيار مستمر

#### اللحام اليدوي بالأقطاب المعدنية

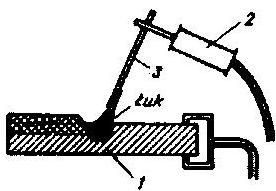
شكل "أ" لحام يدوي بقطب معدني

#### لحام القوس الكهربائي (التنجستين وستارة الغاز)

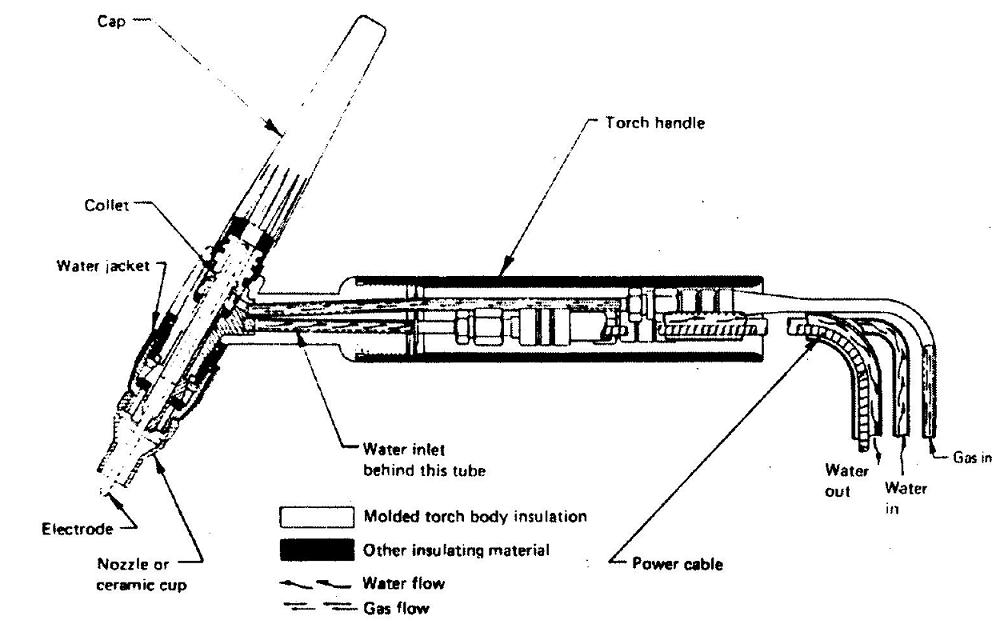
مسدس اللحام بالقوس الكهربائي التنجستين